# بوينغ كيه سي -97 ستراتوفريتر
بوينغ كيه سي -97 ستراتوفريتر (بالإنجليزية: Boeing KC-97 Stratofreighter
)‏ هي طائرة تموين الوقود بأربع محركات أنتجت في 1950 بالولايات المتحدة. من صناعة بوينغ. كانت تستخدم بشكل أساسي من قبل القوات الجوية للولايات المتحدة. كان أول طيران لها في 1950. انتهت خدمتها في 1978. صنع منها 816 طائرة. القوات الجوية الإسبانية.